# Castrofilippo
Castrofilippo (Castrufilippu trong tiếng Sicilia) là một đô thị của tỉnh Agrigento ở vùng Sicilia, có vị trí cách khoảng 90 km về phía đông nam của Palermo và khoảng 15 km về phía đông của Agrigento. Vào 31 tháng 12 năm 2004, đô thị này có dân số 3.170 người và diện tích là 18 km².

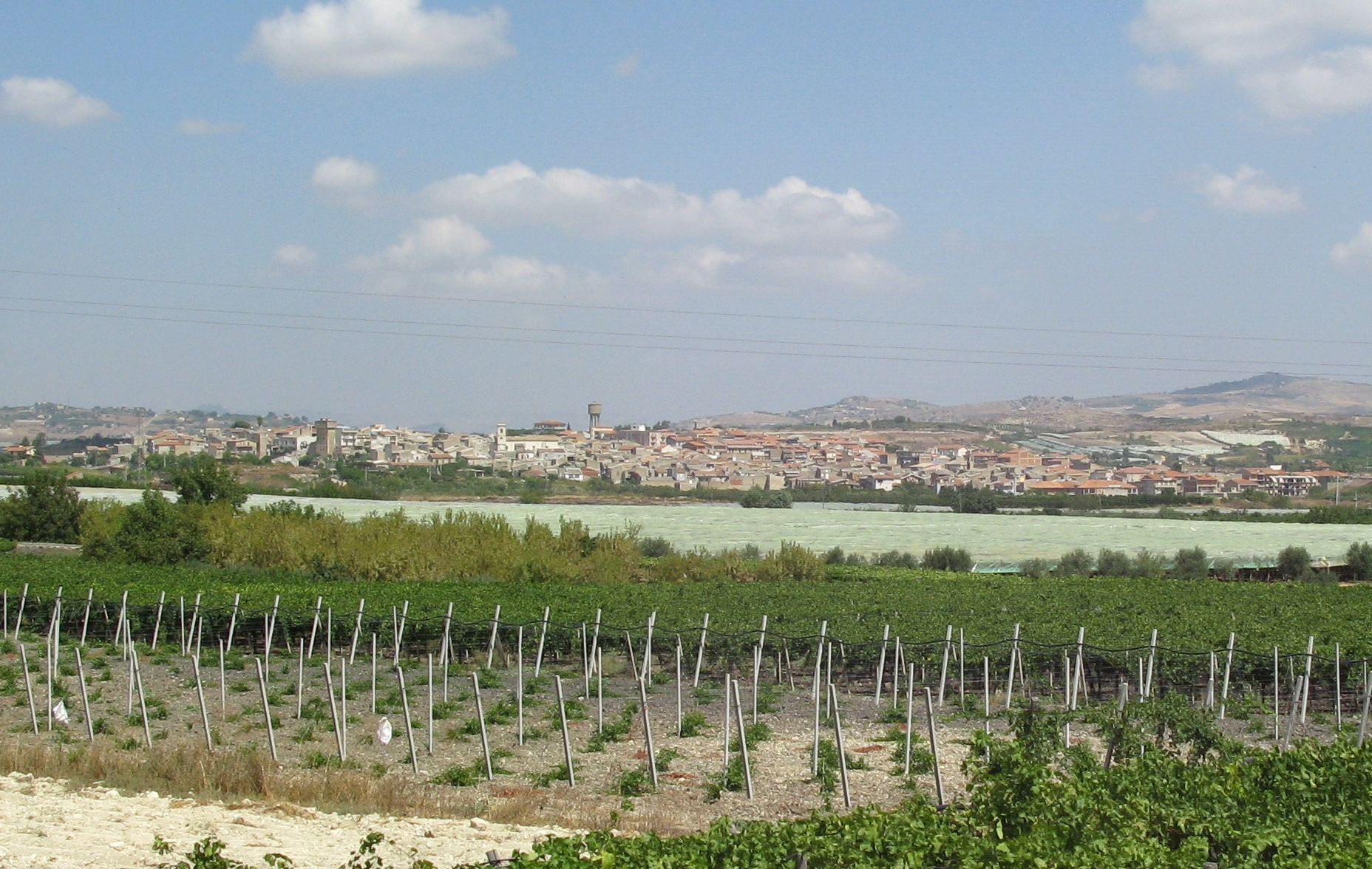
Castrofilippo

Castrofilippo giáp các đô thị sau: Canicattì, Favara, Naro, Racalmuto.